# Canscora heteroclita
Canscora heteroclita là một loài thực vật có hoa trong họ Long đởm. Loài này được (L.) Gilg mô tả khoa học đầu tiên năm 1895.